# 米哈伊尔·佩得罗维奇·阿尔志跋绥夫

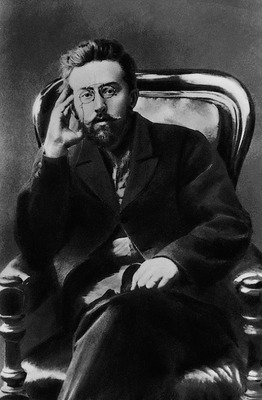
阿尔志跋绥夫，摄于约1905年。

米哈伊尔·佩得罗维奇·阿尔志跋绥夫（俄語：Михаи́л Петро́вич Арцыба́шев，1878年11月5日［儒略曆10月24日］—1927年3月3日）。俄国作家和剧作家，倾向于自然主义文学。阿尔志跋绥夫是波兰民族英雄塔德乌什·柯斯丘什科的曾外孙。他的儿子鲍里斯·阿尔志跋绥夫后来移民美国，成为著名插画师。十月革命后，阿尔志跋绥夫于1923年移居波兰，1927年客死华沙。

## 生平

### 早年
阿尔志跋绥夫出生于俄罗斯帝国哈尔科夫省阿赫特尔卡县的杜伯洛斯拉维夫卡农庄（现位于乌克兰苏梅州）。父亲是一个小地主，曾在政府任职。母亲是波兰人，在阿尔志跋绥夫三岁时死于肺结核。在16岁之前，他一直在阿赫特尔卡上学。1895至1897年，他曾担任办公室文员。1897至1898，他求学于哈尔科夫艺术学校。这段时间他处于赤贫状态，经常无力购置绘画材料。1897年他曾开枪自杀，但从生命垂危中活了过来。1898年他与安娜·瓦西列夫娜·柯布什科结婚，并生下鲍里斯。两人于1900年离婚。

### 事业
1898年阿尔志跋绥夫移居圣彼得堡。他成为一个自由撰稿的记者，并发表了一些幽默故事。1901年他因参加示威游行而被彼得堡政府驱除。同年，他完成了他的第一部重要小说《帕沙·图曼诺夫》（Паша Туманов），但被审查部门所禁，直到1905年才得以发表。
阿尔志跋绥夫本人最中意1904年发表的《伊万·兰德之死》（Смерть Ланде）。但给他带来巨大声誉的是发表于1907年的《萨宁》（Санин）。这部小说震动了俄国，并在许多国家遭禁。《萨宁》完成于1903年，但再次被审查所禁，直到1907年才出版。小说主角萨宁藐视一切社会传统，并以诱奸乡间少女为乐。此书受麦克斯·施蒂纳的影响，阿尔志跋绥夫试图借此书剖析个人无政府主义。批评家奥尔明斯基认为《萨宁》的实质就是“伏特加和美女”。

#### 文学师承
阿尔志跋绥夫曾提到自己的文学师承：“虽然我不赞同托尔斯泰‘不以暴力对抗恶’的观点，但他对我的写作之路影响颇深。对我而言，托尔斯泰太伟大，我很难不去模仿他的作品。陀思妥耶夫斯基和部分契诃夫的作品也让我受益匪浅。当然还有雨果和歌德。这五个人是我文学上的导师。”
他也曾提到了尼采：“在俄国，人们总是认为尼采对我影响很大。这很奇怪，因为我从来没读过他的书。我对这位伟大哲人的思想或是夸夸其谈的作品都不赞同，而且我也没看过一丁点他的书。对我而言，我更理解麥克斯·施蒂納的思想，因为那跟我的想法更接近。”

### 晚年

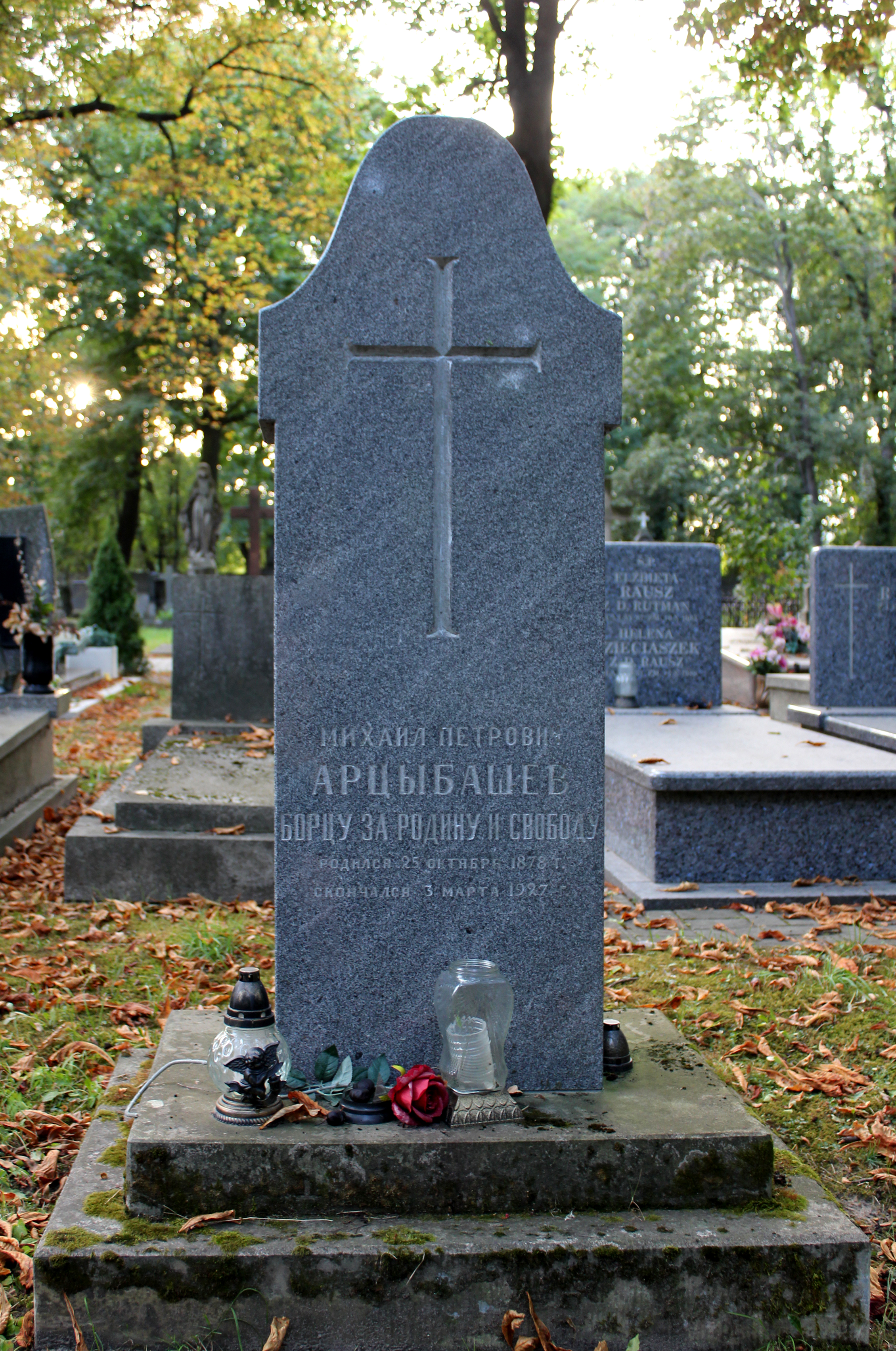
米哈伊尔 阿尔志跋绥夫 的墳墓，華沙，2023 年。

1912年他搬到莫斯科。1917至1918年间他出版了反对布尔什维克的《作者笔记》（Записки писателя）。1923年阿尔志跋绥夫移民到他母亲的祖国波兰，并开始编辑报纸《为了自由！》（За Свободу!）。苏联政权视阿尔志跋绥夫为敌对阶级，并为他的模仿者们扣上萨宁分子（saninstvo）或者阿尔志跋绥夫分子（artsybashevchina）的侮辱性帽子。1927年3月3日阿尔志跋绥夫因肺结核死于华沙，并葬于华沙东正教公墓。

## 阿尔志跋绥夫在中国
第一个把阿尔志跋绥夫引入中国的是鲁迅，他同时创造了这个拗口的译名。1920年鲁迅从德文转译了阿尔志跋绥夫的《工人绥惠略夫》。经过鲁迅的翻译和推广，阿尔志跋绥夫开始受到中国文学界的关注。在1930年前后，中国出版了《萨宁》的三个译本，分别由郑振铎、潘训和伍光训自英文版转译。
改革开放后，《萨宁》有了两个俄语译本：刘文飞的译本于2002年由译林出版社出版；王之的译本于1995年由中国文联出版公司出版，译名为《纵欲者萨宁》，并在2003年由辽宁教育出版社重新出版，且恢复原名《萨宁》。